# 越河村
越河村（こすごうむら）は、昭和29年（1954年）まで宮城県刈田郡にあった村。現在の白石市越河にあたる。本頁では越河宿についても記述する。

## 地理
東西の丘陵地の間に南北に沖積平野が伸び、西側には雨塚山が聳え旧奥州街道が通り、東側には斎川の上流である松沢川が流れる。北は刈田郡斎川村、西は西山の分水嶺で小原村、南は石大仏（いしのだいぶつ）で福島県伊達郡国見町（貝田村）、東は伊具郡耕野村、伊達郡五十沢村と接する。

古くは厚樫山の天険に刈田伊達郡境があり入口的要衝であった。今日も郡境には越河峠が控え宮城県の玄関口になっている。そのような地理的背景が地名にも反映されており古くは「小菅生（こすかい）」と記されている。それが後に「こすかふ」「こすごう」と訛り、漢字表記も「越河」へと変化していったと考えられている。

## 越河宿
越河宿（こすごうしゅく）は奥州街道に沿う仙台藩領最南端の宿場町で、南は伊達郡貝田宿へ18町、北は斎川宿まで1里15町40間の場所に立地している。越河では八島家が代々検断に務め、寛文年中2代目惣兵衛のときに宿場としての体裁を整えたとされたと考えられている。
宿の規模は寛文10年の書状にて（白石市史より）確認されている。
長さは305間
東に39軒、借家1、抱地6
西に32軒、番所1、御仮屋（休憩所）1、抱地2
常備人馬25人、25疋
人馬が不足しがちで参勤交代の際には刈田里前大肝入の指令で刈田郡、伊具郡など南御郡（みなみおんぐん）各村から出役した。宿には陣屋がなく検断八島家が問屋も兼ねた。また仙台藩主参勤交代の際も八島家が御仮屋が管理した。

## 沿革
- 明治22年（1889年）4月1日 - 町村制施行にともない、越河村・五賀村・平村の計3か村が合併して新制の越河村が発足。
- 昭和29年（1954年）4月1日 - 白石町・大平村・大鷹沢村・斎川村・白川村・福岡村と合併し、白石市となる。

## 行政

### 歴代村長
| 代     | 氏名         | 就任                       | 退任                       | 備考 |
| ------ | ------------ | -------------------------- | -------------------------- | ---- |
| 1 - 2  | 山田誠一     | 明治22年（1889年）4月23日  | 明治28年（1895年）3月28日  |      |
| 3      | 谷津秀太郎   | 明治28年（1895年）4月8日   | 明治33年（1900年）12月31日 |      |
| 4      | 山田誠一     | 明治36年（1903年）1月16日  | 明治36年（1903年）2月16日  | 再任 |
| 5      | 山田健太郎   | 明治36年（1903年）2月24日  | 明治40年（1907年）2月23日  |      |
| 6      | 石川常助     | 明治40年（1907年）3月8日   | 明治40年（1907年）10月18日 |      |
| 7      | 高橋順八     | 明治40年（1907年）11月8日  | 明治44年（1911年）11月7日  |      |
| 8      | 阿部勝太郎   | 明治44年（1911年）11月11日 | 大正2年（1913年）12月9日   |      |
| 9 - 12 | 庄司喜一郎   | 大正3年（1914年）2月18日   | 昭和5年（1930年）2月25日   |      |
| 13     | 八島孫右ェ門 | 昭和5年（1930年）2月26日   | 昭和5年（1930年）11月29日  |      |
| 14     | 山田数之助   | 昭和6年（1931年）1月16日   | 昭和6年（1931年）10月13日  |      |
| 15     | 安藤源一郎   | 昭和6年（1931年）11月8日   | 昭和10年（1934年）11月7日  |      |
| 16     | 高橋岩見     | 昭和10年（1935年）12月25日 | 昭和14年（1939年）1月26日  |      |
| 17     | 山田数之助   | 昭和14年（1939年）2月26日  | 昭和17年（1942年）         | 再任 |
| 18     | 大槻奥右ェ門 | 昭和17年（1942年）6月1日   | 昭和21年（1946年）5月30日  |      |
| 19     | 安藤源一郎   | 昭和21年（1946年）5月31日  | 昭和29年（1954年）3月31日  | 再任 |

## 教育
- 越河村立越河小学校
- 越河村立越河中学校

## 交通

### 鉄道
- 国鉄東北本線：越河駅